# Wyłanianie sędziów w Niemczech
Procedury wyłaniania sędziów w Niemczech na szczeblu federalnym i w krajach związkowych są uregulowane w bardzo różny sposób; podstawowe modele obecnie praktykowane to: wybór i powoływanie wyłącznie przez właściwego ministra lub podległe mu organy władzy wykonawczej, przez parlament lub komisję parlamentarną, wreszcie wybór przez komisję ds. wyboru sędziów.
Niemcy są państwem, gdzie nie funkcjonuje scentralizowany organ decydujący o nominacjach sędziowskich, podobny do polskiej Krajowej Rady Sądownictwa, a kompetencje związane z powoływaniem sędziów leżą w dyspozycji różnych podmiotów. Jest to konsekwencja wprowadzenia modelu kształtowania kadry sędziowskiej opartego na koncepcji, która zakłada rozproszenie istniejących w tym obszarze ośrodków decyzyjnych, tak by przyjęty system lepiej odpowiadał federalnej strukturze państwa niemieckiego.
Według doktryny niemieckiej nauki prawa o nieprzerwanym łańcuchu legitymacji demokratycznej, która wywodzi się z art. 20 ust. 2 Ustawy Zasadniczej RFN, wszelka władza, również sądownicza, musi pochodzić od demokratycznego wyboru narodu. Sędziów zatem musi wybierać albo sam naród, albo decydent który wywodzi się bezpośrednio lub pośrednio od wyboru narodu, np. parlament wybierany przez naród, premier wybierany przez parlament, minister wybierany przez premiera, osoba wyznaczona przez ministra. Im więcej jest członków łańcucha pomiędzy wyborem narodu a wyborem sędziego, tym słabsza jest legitymacja demokratyczna. Znaczący udział decydentów nieposiadających demokratycznej legitymacji (np. sędziów wybranych przez sędziów) przy wyborze sędziów przerywa łańcuch legitymacji i jest sprzeczny z zasadą demokracji. Udział takich grup poprzez prawa do zgłaszania lub zaopiniowania kandydatów jest dopuszczalny tylko w wąskim zakresie. Pomimo uczestnictwa polityków (reprezentujących władzę ustawodawczą i władzę wykonawczą) w procesie wyboru sędziów w Niemczech, w procedurę powoływania wbudowane są mechanizmy kontroli i równowagi, które skutecznie ograniczają wpływ partii politycznych na proces powoływania sędziów. 

## Wybór sędziów do Trybunału Konstytucyjnego
Niemiecki Federalny Trybunał Konstytucyjny z siedzibą w Karlsruhe składa się z dwóch Izb, z których każda liczy 8 sędziów. Sędziowie ci są wybierani w połowie przez Bundestag i w połowie przez Bundesrat z listy kandydatów przedstawionej przez Ministerstwo Sprawiedliwości i Ochrony Konsumentów, sporządzonej na podstawie spisu wszystkich sędziów federalnych w całym kraju. Trzej sędziowie na ośmiu w każdej Izbie muszą być wybrani spośród sędziów, którzy zasiadali wcześniej w jednym z najwyższych sądów federalnych przez co najmniej 3 lata. Ogranicza to napływ do Trybunału Konstytucyjnego sędziów bez doświadczenia, a także reprezentujących inne zawody prawnicze (np. prokuratorzy). W Bundestagu kandydatów na sędziów zgłasza specjalna Komisja Selekcyjna, która składa się z 12 deputowanych wybranych z list kandydatów zgłoszonych przez poszczególne kluby parlamentarne. Komisja jest wybierana według metody d’Hondta, co oznacza, że każdy klub parlamentarny dostaje liczbę miejsc w Komisji Selekcyjnej proporcjonalną do liczebności danego klubu. Kandydat na sędziego musi uzyskać co najmniej 8 głosów w Komisji (większość kwalifikowana 2/3 głosów), co wymusza zawieranie porozumień między partiami w celu ustalenia kompromisowej listy kandydatów reprezentujących różne opcje polityczne. Z kolei w Bundesracie kandydatów na sędziów zgłasza komisja składająca się z 16 ministrów sprawiedliwości niemieckich krajów związkowych (landów), co ze względu na fakt, że w poszczególnych landach rządzą z reguły różne koalicje partyjne, także zapewnia określony stopień pluralizmu. Ostateczny wybór sędziów do Trybunału Konstytucyjnego dokonywany jest w obu izbach Parlamentu większością 2/3 głosów, co jest progiem na tyle wysokim, że praktycznie uniemożliwia obsadzenie Trybunału przedstawicielami tylko jednej partii. W rezultacie w niemieckim Trybunale Konstytucyjnym zawsze zasiadają sędziowie nominowani przez różne partie, co zapewnia pluralizm poglądów i stanowisk oraz zapobiega stronniczym orzeczeniom.

## Wybór sędziów do sądów federalnych
Sędziowie sześciu niemieckich sądów federalnych (do których zalicza się: Federalny Trybunał Sprawiedliwości, Federalny Sąd Socjalny, Federalny Sąd Administracyjny, Federalny Trybunał Finansowy, Federalny Sąd Pracy oraz Federalny Sąd Patentowy) są wybierani wspólnie przez odpowiednie Ministerstwo Federalne i Komitet Wyboru Sędziów. Komitet jest powoływany przez Federalnego Ministra Sprawiedliwości, a w jego skład wchodzi 32 członków, w tym 16 ministrów sprawiedliwości wszystkich niemieckich landów i 16 członków wybranych przez Bundestag w proporcjach odzwierciadlających aktualny układ partyjny. Członkowie wybrani przez Bundestag zazwyczaj są – choć nie jest to wymóg formalny – deputowanymi do tej izby Parlamentu, i muszą legitymować się wiedzą prawniczą. Posiedzeniom Komitetu Wyboru Sędziów przewodniczy Federalny Minister Sprawiedliwości, który jest jednak pozbawiony prawa głosu, i jest konstytucyjnie zobowiązany do podejmowania decyzji nominacyjnych wyłącznie na podstawie obiektywnych przesłanek merytorycznych. Skład Komitetu, ze względu na obecność w nim ministrów z poszczególnych krajów związkowych, zapewnia dostateczny stopień pluralizmu. Wybór sędziów federalnych jest dokonywany zwykłą większością głosów w głosowaniu tajnym. Jednocześnie nie tylko politycy mają wpływ na wybór sędziów federalnych w Niemczech. Znaczącą rolę w procedurze odgrywają prezydia sądów federalnych. Przed wyborem sędziów federalnych swoją opinię dotyczącą osobistych i merytorycznych kwalifikacji kandydata na sędziego wydaje prezydium sądu, w którym ma orzekać dany kandydat. Opinia ta jest formalnie niewiążąca, jednak autorytet sędziowski jest na tyle duży, że opinia ta jest zawsze brana pod uwagę. Nominacja każdego sędziego dokonana przez Federalnego Ministra Sprawiedliwości może być zakwestionowana przed niezależnym sądem. Prawo do sądowej procedury odwoławczej jest istotnym elementem mechanizmu kontroli w procesie wyboru sędziów.

## Wybór sędziów do sądów krajowych (landowych)
Przeważająca większość spośród blisko 20 000 sędziów w Niemczech działa na szczeblu krajów związkowych (landów). Ich powoływanie leży tym samym w gestii danego landu. Nie przewiduje się tu współudziału organów szczebla federalnego. W związku z tym polityczny wpływ centralnej władzy wykonawczej na wybór sędziów jest ograniczony. Ponieważ poszczególnymi landami rządzą różne partie i koalicje, wybór sędziów sądów wszystkich instancji na terenie całego kraju przez jedną partię jest praktycznie niemożliwy. Tryb powoływania sędziów w poszczególnych landach nie jest jednolity. W regulacjach prawnych poszczególnych landów spotykane są zarówno rozwiązania, zgodnie z którymi wyboru sędziów dokonuje samodzielnie organ władzy wykonawczej, jakim jest minister sprawiedliwości danego landu, bez udziału organów władzy ustawodawczej i sądowniczej, jak również rozwiązania zakładające współdziałanie w tej kwestii ministra sprawiedliwości danego landu i komisji ds. wyboru sędziów. W pięciu landach (Dolna Saksonia, Nadrenia Północna-Westfalia, Kraj Saary, Saksonia oraz Saksonia-Anhalt) sędziów wybiera i mianuje minister sprawiedliwości danego kraju związkowego. W pozostałych dziesięciu landach w powoływaniu sędziów w różnym zakresie współuczestniczą komisje wyboru sędziów. W ich skład wchodzą w większości deputowani do parlamentu kraju związkowego – Landtagu – i częściowo także przedstawiciele sądownictwa lub adwokatury.

## Minister Sprawiedliwości a Prokurator Generalny
W pięciu landach RFN jedynym organem uprawnionym do powoływania sędziów landowych jest minister sprawiedliwości danego landu (nie Federalny Minister Sprawiedliwości, który reprezentuje większość parlamentarną na poziomie centralnym). W procedurze nie bierze udziału żadna korporacja zawodowa ani nawet gremium parlamentarne. Takie rozwiązanie (mianowanie sędziów przez egzekutywę), choć odbiegające od europejskich standardów, jest w świetle orzecznictwa Europejskiego Trybunału Praw Człowieka dopuszczalne pod warunkiem, że osoby mianowane wolne są od wpływów lub nacisków podczas wykonywania swoich funkcji orzeczniczych. W Niemczech żaden minister sprawiedliwości – ani w landach, ani w rządzie federalnym – nie jest jednocześnie Prokuratorem Generalnym, a co za tym idzie nie ma możliwości wpływania na toczące się postępowania.